# 平面直角座標系
平面直角座標系とは、日本国内を測量するために策定された平面の直交座標系であり、地図投影法の一種である。狭い範囲を対象とした測量や大縮尺地図に使われる。公共測量において標準的に用いられるため公共座標系と称されることもある。地球楕円体を考慮した横メルカトル図法であるガウス・クリューゲル図法に基づいている。

## 概要
地球表面の位置を表示する方法として経緯度があるが、経線は赤道を離れるほど間隔が狭くなる。また緯線についても、地球を回転楕円体で近似する必要があるため、同じ1度間隔であっても緯度によって距離（子午線弧長）が異なる。したがって平面上の直交座標と比べ扱いが困難となる。そしてどのような地図投影法も、回転楕円体面上の地物を、角度や距離の関係を歪めることなく平面に投影することはできない。
しかし、歪みが一定限度に収まるよう狭い範囲だけ投影を行い、その範囲内だけで用いる平面上の直交座標系を定めれば、直交座標系の様々な利便性を活用することができる。ただしカバーできる範囲が狭いので、面積が広い国の場合は数多くの座標系を設ける必要がある。
このような観点に基づき、測量成果を相互に利用できるように、公の直交座標系として平面直角座標系が法律の下に制定されている。測量法第11条第1項では、基本測量及び公共測量において地表の位置を表示するため、経緯度に代わり用いてよい手段として挙げられている。
主に1万分の1以上の大縮尺地図やそれに相当する測量、位置決定に用いられる。国土地理院の1万分の1地形図にはこの座標系による方眼が入れられている。また縮尺5千分の1以上の国土基本図は、この座標系による投影で直接描かれ（すなわち投影法の一種となっている）、図画もこの座標系で定められている。市町村の境界画定や地籍調査、不動産登記法第14条第1項に規定する地図や地積測量図など、法的効力のある測量や位置決定にも用いられることが多い。

## 座標系の定義
各系番号ごとの座標系原点の経緯度や適用区域など、具体的な定義は国土交通省告示で定められている。

地球楕円体面を平面に投影する図法は、正角図法であるガウス・クリューゲル図法を用いる。局所的縮尺のずれが ±1/10000 に収まるように、座標原点を通る子午線上の縮尺係数を 0.9999 に設定し、原則として基準子午線から東西約130 kmの範囲で用いる。その上で、一部離島を除いて各都府県がひとつの座標系でカバーできるよう、また一部離島については個別にカバーするよう、19の座標系を設ける。なお告示文中では、南北方向（基準子午線方向）を北向きを正とするX軸、それに直交する方向を東向きを正とするY軸としている。投影の具体的表式は、公共測量に係る作業規程の準則や国土地理院の測量計算サイトに示されている。

## 測地系との関係
世界測地系移行を目的として2002年に測量法が改正された。一方、平面直角座標系も改めて告示されたものの、定義文は改正以前と改正以降とで変わりがない。しかし、原点として定義された経緯度で指定される地球上の点が日本測地系と世界測地系とで異なり（約400 mずれる）、したがって基準子午線の位置も異なる。また地球上の地物を投影する地球楕円体面もベッセル楕円体からGRS 80に変更された。そのため、改正前と改正後とでは異なる座標系である。

## 日本の平面直角座標系の特徴
- 戦前は、参謀本部陸地測量部の内規として、ガウス・クリューゲル図法とは異なる投影法であるガウス正角二重投影 (Gauss conformal double projection) により平面直角座標系（旧座標系）が形成されていた。
- 他の国に比べると座標系の数が多い。たとえばドイツの直交座標系 (de:Gauß-Krüger-Koordinatensystem) は同じガウス・クリューゲル図法を用いているが、基準経度は3度間隔であり、緯度の高さを考慮しても日本よりも広範囲をカバーしている。
- 同じ基準経線を持つ座標系が複数存在する（ただしいずれも片方は離島部である）。
- 通常の平面上の直交座標系は、x 軸が水平方向に右の方向を正の向きにして描かれる右手系であることが普通であるが、日本の平面直角座標系は x 軸が垂直方向に上の方向を正の向きとする左手系となっている。これは、かつて測量時の測角を、真北から時計回りを正にして考え、その上で座標値を求めることにも起因している。
- 座標値に負の数値が現れないように一定数を加える国が多いが、日本では負の数値をそのまま利用する。
- ガウス・クリューゲル図法（ユニバーサル横メルカトル図法を含む）を用いる場合に、南北方向の原点として赤道を用いる例が大陸ヨーロッパ諸国でも多いが[注釈 2]、日本では国土近傍のキリのいい緯度に設定している。